# Sesšu Tojo
Sesšū Tōjō  (japonsko:雪 舟 等 楊; OdaTōjō od leta 1431, znan tudi kot Tōjō, Unkoku ali Bikeisai; * 1420, + 26. avgust 1506) je bil najpomembnejši mojster japonskega slikarstva s črnilom na mokrem platnu iz sredine obdobja Muromači.
Sesšūjevo delo, ki ga je prvotno navdihnila kitajska pokrajina, ima izrazito japonski slog, ki odraža zen budistično estetiko. Njegovo vidno delo je zajemalo podobe krajin, portretov ter slik s pticami in rožami, prežetih z zen budističnimi verovanji, sploščeno perspektivo in poudarjenimi linijami.

## Življenje in delo
Sesšū se je rodil v naselju Akahama v provinci Bitčū, ki je zdaj del prefekture Okajama, v obdobju Muromači. Njegovo družinsko ime je bilo Oda, prvotno ime pa ni znano. Kot otrok je vstopil v budistično skupnost v templju Hofuku-dži v Okajami, kjer je dobil ime Tōdžō. Malo je znanega o Sesšūjevem zgodnjem življenju, vendar je dobro znana zgodba iz Zgodovine japonskega slikarstva, pisatelja Kana Eina iz 17. stoletja, da je bil Sesšūjev inštruktor v templju Hofuku-dži prisiljen disciplinirati ga tako, da ga je privezal na steber templja. Po nekaj urah je Sesšū svoje solze uporabil kot črnilo in narisal miško na lesena tla. Miška je bila tako realistična, da je skočila v življenje in pregriznila napete vrvi, da bi ga osvobodila. Od takrat naprej je lahko nemoteno nadaljeval s  slikanjem. Čeprav je zgodba znana, je resničnost zgodbe vprašljiva.
Okoli leta 1440 je odšel iz svoje rodne province v Kjōto, ki je bil takrat glavno mesto in umetniško središče Japonske. Mladi menih je živel v templju Šōkoku-dži ob cesarski palači šogunov Ašikaga, ki so veljali za velike umetniške pokrovitelje. Takrat je bil nadzornik stavb in zemljišč v templju Tenšo Šubun, ki je veljal za najslavnejšega japonskega slikarja tistega časa. Njegov slog, tako kot pri večini japonskih zen slikarjev, so navdihnili kitajski slikarji iz dinastije Song, npr. Ma Juan, Šjia Gui in Guo Šji. Tako je naneslo, da je Sesšū nadaljeval z učenjem slikarstva pod vodstvom enega največjih mojstrov. Poleg študija pa je preučeval še budizem pri zen mojstru Šurinu Sutu. Čeprav ni slik, ki bi jih bilo mogoče z gotovostjo pripisati temu zgodnjemu obdobju Sesšūjeve kariere, se domneva, da je sledil Šubunovem slogu. V obdobju Song (960–1279) so kitajski mojstri prejemali veliko naklonjenosti japonskih slikarjev, njihova dela pa so pogosto zbirali japonski poznavalci in umetniki. Zatorej je lahko mladi Sesšū dolge ure posvečal preučevanju mojstrovin kitajskega slikarstva. Po tem, ko je 20 let preživel v Kyōtu, je Sesū  prestolnico zapustil in odšel v Jamaguči na zahodnem delu otoka Honšu, mesto, ki je pod klanom Čiuči postalo pomembno kulturno središče. Tam je dobil mesto glavnega duhovnika templja Unkoku in najverjetneje leta 1466 postal znan pod imenom Sesšū (»Snežni čoln«). Eden od razlogov, da se je Sesšū preselil v Jamaguči, je bila njegova želja, da bi šel na Kitajsko.

## Pot na Kitajsko
Sesšū je leta 1467 kot član japonskega odposlanca odpotoval na Kitajsko, ki ga je financiral bogati bojevniški klan, ki je trgoval s Kitajsko, ki ji je takrat vladala dinastija Ming. Tri leta je potoval po Kitajski, kjer je raziskoval Čan samostane, pokrajine in preučeval kitajske slike profesionalnih umetnikov, namesto tistih mojstrov literatov. Tu je imel Sesšū priložnost preučevati slike tradicionalnih kitajskih mojstrov in spoznavati njihove realistične sloge. Med svojim potovanjem od Ningboja do Pekinga je Sesšū začutil prostranost narave in se učil iz izvirnih referenc, uporabljenih v kitajskem slikarstvu s tušem. To je močno vplivalo na njegovo nadaljnje delo, saj je Sesšū pred obiskom Kitajske delal v Šūbunovem slogu. Po treh letih na Kitajskem se je njegovo poznavanje kitajskih pokrajin pokazalo v naslednjih delih, saj so imela izrazit kitajski vpliv z njegovim razvijajočim se individualističnim slogom.
Kot ugledni obiskovalec z Japonskega je bil Sesšū zelo spoštovan. Počaščen je bil s »prvim sedežem« (to je sedež v znamenitem samostanu na gori Tiantong), zaradi česar je podpisal več svojih slik pod nazivom »Zasednik prvega sedeža v Tiantongu«. Potoval je tudi v kitajsko prestolnico Peking. Prijatelj, ki ga je spremljal na tem potovanju, je poročal, da je bil Sesšū povabljen, da poslika stene ene od dvoran Ministrstva za obrede v cesarski palači. Ni znano, ali je ta zgodba resnična ali napihovanje nekega drugega vabila, vendar vseeno kaže na veliko izkazovanje spoštovanja njegovih kitajskih sodobnikov. Kako naj bi izgledale Sesšūjeve slike tega obdobja morda najbolje ponazarja sklop štirih krajinskih zvitkov v Tokijskem narodnem muzeju, ki imajo podpis »Tōjō, Japonski zen duhovnik«.

## Vrnitev na Japonsko in smrt
Leta 1469 se je vrnil na Japonsko, kjer je bil kljub bivanju na Kitajskem že zelo cenjen. Najprej naj bi se vrnil v Jamaguči, od koder pa se je leta 1476 preselil čez ožino v provinco Bungo blizu mesta Oita. Svoj novi studio je poimenoval Tenkai Zuga-rō (Nebeški slikarski paviljon), s čimer je izkazal čast miru in lepoti pokrajine. Poučeval je slikarje, ki so ga želeli za učitelja, tam pa so nastala tudi nekatera njegova najboljša dela. Čez deset let, 1486, se je vrnil v Jamaguči. V teh zadnjih letih življenja je naslikal nekatera najslavnejša dela, npr. Sansui Čōkan (Dolg krajinski zvitek), Haboku Sansui in Pogled na Ama-no-Hašidate (Ptičji pogled na peščeno obrežje v provinci Tango). Za slednjo se je takrat že kot osemdesetletnik moral povzpeti na visoko goro, kar nakazuje na njegovo čilost tudi v jeseni življenja. V zadnjih letih Sesshūjevega življenja je obiskal Masudo na Japonskem, da bi študiral zen, medtem ko je slikal in ustvarjal duhovne vrtove, imenovane Sesshūjevi vrtovi. Leta 1506 je Sesšū, star 87 let, umrl v templju Toko-dži, vendar so bili njegovi posmrtni ostanki odpeljani v tempelj Iko-dži, pozneje znan kot tempelj Sesšū, kjer so bili kremirani. Po Sesšūjevi smrti je njegov učenec Šutoku podedoval njegov studio Unkoku-an.

## Dela
Mnogo del s Tojevim podpisom ali slogom obstaja, a le redkim lahko zagotovo določijo pristnost; celo nekateri veliki slikarji, npr. Hasegava Tōhaku, so se kdaj podpisali s Sesšujevim imenom in sicer zaradi umetniških razlogov. Preostala pa so večinoma dela njegovih učencev ali pa kopije. Največje število njegovih slik je trenutno shranjenih v Tokijskem nacionalnem muzeju. V njegovem slogu je opaziti predvsem vpliv kitajskih umetnikov, prav tako pa moramo ob njegovih delih vedno upoštevati tudi vpliv zen budizma. Kljub temu pa ni bil tradicionalist, torej se ni striktno držal pravil. Zase je nekoč dejal, da njegovi učitelji niso bili ljudje, temveč gore in reke. Pri slikanju je uporabljal tri tradicionalne tehnike poslikave s črnilom (sumi-e): šin, gjo in so. Šin sestoji iz močnih, odločnih potegov s čopičem in pozornosti na linearne podrobnosti. Pri gjo gre predvsem za hitre poteze, krive črte in okrogle oblike; pri so pa za manj poudarjene linije, ki bolj nakazujejo na vsebino, kot da bi jo natančno opisale. Vse tehnike, ki spadajo pod sumi-e, s hitrostjo nanašanja črt izrazijo eno od osnovnih idej zen budizma - do nirvane se lahko pride z meditacijo, toda hipoma, kadarkoli. Njegova glavna dela so:
- Pokrajine štirih letnih časov (1469)
- Jesenske in zimske pokrajine (dva viseča zvitka, 1470-1490)
- Kratek krajinski zvitek (1474-90)
- Dolg krajinski zvitek (Sansui Chokan, 1486)
- Haboko Sansui (1495)
- Pogled na Ama-no-Hashidate (1502-05)
- Huike daruje roko Bodhidarmi (1496)

Poleg slikanja se je Sesšu uspešno ukvarjal tudi z urejanjem vrtov. Najznamenitejši med njimi je pri templju Iko-Ji v Masudi, kjer je bil nekaj časa glavni duhovnik.

## Sansui Čokan
Ko se je vrnil v Jamaguči, je ustvaril eno svojih slavnejših del, prav tako pa eno največjih japonskih slik na sploh. To je bil 15 m dolg zvitek, imenovan Dolg krajinski zvitek. Predstavlja japonsko pokrajino skozi vse letne čase. Glavnina motivov je naravnih, se pa med sabo ne povezujejo drugače kot s predstavljanjem letnih časov. Kitajci si besedo »pokrajina« predstavljajo kot gore in reke, kar je na svojem potovanju po Kitajski ponotranjil tudi Sesšu. Za razliko od kitajskih motivov hitrih voda, predvsem potokov in hudournikov, pa je on raje upodabljal mirnejše, širše vodotoke. Še ena značilnost je upodabljanje ljudi. Ti niso pogosti in po vzoru zen budizma v sliki nimajo nič večjega pomena od kamnov, rastlin, živali ... saj so vsi enakovreden del narave.
Pri slikanju te umetnine je Tōjō uporabljal predvsem tehniko šin, sta pa v nekaterih delih izraziti tudi gjo in so.

## Zapuščina
Sesšūjev poudarek na zen budizmu, osebni interpretaciji in ekonomičnem izražanju v slikarstvu je bil osnova njegove zapuščine za uspešne japonske umetnike. Kasneje so njegove tehnike upodabljanja pogosto uporabljali umetniki 16. stoletja, predvsem tisti, ki so obiskovali Sesšūjeve slikarske šole.